# Okey, Mister Pancho
Okey, Mister Pancho es una película mexicana de comedia y aventura de 1981, dirigida por Gilberto Martínez Solares y protagonizada por María Elena Velasco «La India María». En la cual destaca la participación especial de Ramón Valdés y las actuaciones de Armando Soto La Marina "El Chicote" y Felicia Mercado. La película aborda temas como el analfabetismo y la inmigración irregular.

## Argumento
María Nicolasa vive con su abuelo en un rancho enclavado en la sierra. Allí cae una avioneta y ella decide ayudar al piloto herido, Franky, que transportaba un contrabando de diamantes. Mientras Franky se repone, él pide a María que viaje a Houston a entregar los diamantes diciéndole que son medicinas para su mamá, aunque sólo quiere que lleguen a tiempo a su destino para que la mafia no dañe a su familia.
Al no tener pasaporte ni visa María tiene que pasar a Estados Unidos como indocumentada, pero antes conoce al jefe de (Apaches Jicarillas) de tribu pluma blanca "Chivo Loco", quien quiere convertirla en su quinta esposa.
Cuando María llega a Houston, se da cuenta de que todo es un engaño por parte de Franky y que a su vez, ella estaba enamorada de él.

## Reparto
- María Elena Velasco como La India María
- Ramón Valdés como El Gran Jefe "Chivo Loco"
- Armando Soto La Marina "El Chicote" como Don Pedro, abuelo de María
- Roberto Nelson como Franky "Mister Pancho"
- José René Ruiz Martínez "Tun Tun" como Peter Table
- Felicia Mercado como Patty
- José Chávez como comisario
- Carlos Bravo como Tamaulipeco
- Ada Carrasco como mujer inmigrante
- Freddy Fernández
- Miguel Gurza como el policía
- Chimpancé Greta como el "chango", propiedad de María.

## Estreno
La película se estrenó en cines mexicanos por primera vez el 23 de julio de 1981. Luego, el 7 de octubre del mismo año se estrenó en Colombia. En 2021, la película tuvo un nuevo lanzamiento en formato DVD remasterizado en Ecuador.

## Banda sonora
Las canciones "Como que quieres y como que no" y "El compromiso" fueron escritas e interpretadas por María Elena Velasco originalmente para la película.

## Contenido
El personaje de la mujer indígena que se enfrentaba a las dificultades de la ciudad, se convirtió en una de las favoritas del público durante los años 80 y 90. Además, en sus películas, la actriz María Elena Velasco denunciaba  el racismo, la discriminación, la pobreza, el machismo, la delincuencia, la corrupción, entre muchas otras problemáticas sociales que abundaban en la época. 
El actor y comediante Ramón Valdés, después de trabajar con Roberto Gómez Bolaños, consiguió algunos papeles en series y películas, siendo esta una de las últimas producciones en las que participó.